# John Kilford
John Douglas Kilford (Derby, 8 novembre 1938 – 2012) è stato un calciatore inglese, di ruolo difensore.

## Carriera
Nel 1957, quando lavorava in una birreria e giocava a livello amatoriale con i Derby Corinthians viene notato dal Notts County, club della seconda divisione inglese, con cui all'età di 19 anni firma un contratto professionistico; rimane in rosa fino al febbraio del 1959 quando dopo complessive 26 presenze in partite di campionato (alcune in seconda divisione ed alcune in terza divisione, a seguito della retrocessione subita dalle Magpies al termine della stagione 1957-1958) viene acquistato dal Leeds Utd: con i Whites nella seconda metà della stagione 1958-1959 è capitano delle riserve, ma poco dopo il suo arrivo in squadra fa anche il suo esordio in prima squadra, il 28 febbraio 1959, nella partita pareggiata per 1-1 in casa contro il Portsmouth. Nella stagione 1959-1960, che il club termina con una retrocessione in seconda divisione, Kilford gioca invece 4 partite, rimanendo poi in rosa anche per l'intera stagione 1960-1961 e per la prima metà della stagione 1961-1962, nelle quali gioca complessivamente 16 partite nella seconda divisione inglese e 2 partite in Coppa di Lega. Va poi a concludere la stagione 1961-1962 con i semiprofessionisti dei Tonbridge Angels per poi ritirarsi all'età di 24 anni. Dopo il ritiro ha lavorato per un periodo in un'agenzia immobiliare ed in seguito è stato ordinato sacerdote.
In carriera ha giocato in totale 47 partite nei campionati della Football League.